# Alegeri în Turcia
Alegerile din Turcia sunt organizate din patru în patru ani pentru desemnarea celor 550 de deputați în Marea Adunare Națională respectiv a președintelui republicii. Ultimele alegeri au avut loc în data de 18 iunie 2018 și au fost câștigate de Recep Tayyip Erdoğan (52,6%) și de formațiunea sa islamică Adalet ve Kalkınma Partisi (42,6%).

## Sistem electoral
Sistemul electoral este bazat pe reprezentare proporțională. Pentru a participa la distribuirea de locuri, un partid trebuie să obțină cel puțin 10% din voturile exprimate la nivel național, precum și un procent de voturi în districtul atacată potrivit unei forme complexe. Președintele era ales pentru un mandat de șapte ani de către parlament înainte de 2007. În urma modificărilor constituționale este ales prin vot direct pentru cel mult două mandate de cinci ani.
Turcia are un sistem multi-partid, cu două sau trei partide puternice și, adesea, un partid care este al patrulea succes electoral. Din anul 1950 politica parlamentară a fost dominată de partidele conservatoare. Principala formațiune conservatoare este AKP, acuzată de înclinații islamiste. 
Între partidele de strânga cea mai notabilă formațiune este CHP, de tradiție kemalistă, care își are bazinul electoral în marile orașe, în regiunile din coasta vestică proeuropeană, în rândul profesiunilor liberale și minorităților.

## Istoric
La primele alegeri de după al doilea război mondial, organizate pe 21 iulie 1946, dintr-un total de 465 de mandate formațiunea CHP a obținut 396 locuri, iar formațiunea conservatoare DP 62 locuri. Independenții au obținut 7 locuri.